# Museu d'Art Contemporani de Vilafamés
El Museu d'Art Contemporani Vicente Aguilera Cerni (MACVAC) de Vilafamés (Plana Alta), també Museu Popular d'Art Contemporani de Vilafamés  està ubicat en l'anomenada Casa del Batlle, palau del gòtic civil construït a mitjans del segle XV i reformat en el segle xviii. Fundat i dirigit pel crític d'art Vicente Aguilera Cerni en 1969, després de la seua mort, el director fou el crític d'art José Garnería, fins a 2015, quan és substituït per la professora de la Universitat Jaume I Rosalía Torrent.

## L'edifici
El museu té la seu a l'anomenada Casa del batlle, un palau gòtic valencià que fou residència oficial de l'administrador reial i seu del representant de l'Orde de Montesa. L'edifici disposa d'un semisoterrani, entresol, pis principal, golfes i pati interior. La façana és senzilla i sense elements decoratius, té una portada adovellada i una galeria d'arquets a la part superior de l'edifici, ambdues d'arc de mig punt, i a més de finestres coronelles en el pis principal. La coberta és a dos vessants, amb un ampli ràfec, desguassa mitjançant gàrgoles. El 2005 es va adquirir la casa abadia per a ampliar el museu.

## Contingut
El museu consta de vint-i-nou sales i l'anomenada Sala 30 a l'Aeroport de Castelló, el contingut de les quals abasta des dels anys vint fins a l'actualitat i on s'exposen més de 300 obres d'art contemporani de les més de 700 obres d'uns 560 artistes representats, totes elles procedents de donacions o depòsits temporals o indefinits. Alguns artistes representats al museu són Alberto Sánchez, Joan Miró, Olga Adelantado, Pep Agut, Elvira Alfageme, Manuela Ballester Vilaseca, Manolo Boix, Modest Cuixart, Artur Heras, Aurèlia Muñoz, Joan Baptista Porcar, Equip Realitat, Josep Renau, Fuenciscla Francés Rodríguez, Eusebio Sempere, Soledad Sevilla, Vicent Traver Calzada, Perceval Graells, Maties Palau Ferré o Carmen Nogués, entre d'altres.